# Sistema de pensiones en Suecia
El actual sistema de pensiones de Suecia, aprobado inicialmente por el parlamento de este país en 1994, consta de tres prestaciones, es decir cada jubilado que cumpla los requisitos mínimos cobra tres pensiones, dos de ellas de carácter público y de cotización obligatoria y una tercera, privada, de carácter cuasiobligatorio.
La primera y más novedosa es una pensión, de aportación definida, según un sistema de reparto de cuentas nocionales a partir de una  cotización obligatoria del 16% del salario. La segunda pensión es financiada con una cotización, también obligatoria del 2,5% que se asigna, mediante un sistema de capitalización, a cuentas financieras individuales gestionadas por entidades privadas. El tercer pilar del sistema es una cotización, cuasi-obligatoria, muy extendida que cubre al 90% de los trabajadores suecos y que de media es el 4,5% del salario y que se dedica a planes de empleo. 
El sistema también garantiza una pensión mínima, no contributiva, que se financia con ingresos públicos vía impuestos generales, para aquellos casos en que no se haya alcanzado el mínimo requerido de cotización. También algunas pensiones "especiales" de supervivencia e invalidez se transfierieron, con la reforma, a otros sistemas separados. 
El sistema se complementa también un mecanismo anual de comunicación a los trabajadores, es el denominado "orange envelope" que les informa de sus derechos en el futuro, lo que debe contribuir a una adecuada toma de decisiones.

## Historia
El anterior sistema de pensiones de Suecia databa de 1960. En 1984, se formó una comisión en el parlamento para estudiar el sistema de pensiones que presentó sus conclusiones en 1990, en las que estableció la necesidad de una reforma del sistema. En junio de 1994, después de que Suecia sufriera una grave crisis económica y fiscal a principios de los años noventa, se votaron en el parlamento, con consenso de los partidos mayoritarios en el país, las grandes líneas de la reforma futura hacia un sistema de reparto con cuentas nocionales. El texto definitivo de la reforma se aprobó en 1998 para empezar a aplicarse por etapas entre 1999 y 2003.